# L'Été meurtrier (film)
Pour les articles homonymes, voir L'Été meurtrier.
Pour plus de détails, voir Fiche technique et Distribution.
L’Été meurtrier est un film dramatique français réalisé par Jean Becker en 1983, d'après le roman éponyme de Sébastien Japrisot publié en 1977.
Le film, un succès en salle, reçoit quatre César, dont ceux du meilleur scénario et de la meilleure actrice.

## Synopsis
1976. Éliane, dite « Elle », séduisante jeune femme de vingt ans, d'une sensualité troublante et provocante, emménage dans un village provençal avec son père adoptif, Gabriel, paralytique qui refuse de s'occuper d'elle et sa mère, surnommée « Eva Braun » à cause de son origine allemande. Dans le village, Florimond (de son vrai prénom Fiorimondo), surnommé  « Pin Pon », qui travaille au garage d'« Henri IV » et comme pompier volontaire et vit avec sa mère, sa tante sourde et ses deux frères Mickey et Boubou dans la grande maison familiale, s'intéresse à la jeune femme aguicheuse. « Elle » manifeste également son intérêt à « Pin Pon » et une romance naît,,.
Éliane s'avère être le fruit du viol de sa mère par trois violeurs : le père de « Pin Pon », mort depuis, ainsi que les nommés Leballech et Touret, qui mènent une vie respectable. Elle met savamment au point un plan pour se venger et, faisant croire qu'elle est enceinte, se fait épouser par Florimond. Mais elle découvre qu'elle s'est trompée, car son père adoptif, dont elle a autrefois causé le handicap actuel, lui dit qu'il a,  plusieurs années auparavant, abattu les vrais violeurs. Éliane, déjà tourmentée psychologiquement et névrosée, sombre dans la folie. Elle conduit Florimond, désespéré par l'état d'Éliane, à croire que Leballech et Touret sont deux pervers qui la prostituent. Il abat les deux hommes.

## Différences avec le roman
Même si le film reste très fidèle au roman de Sébastien Japrisot, l'adaptation comporte néanmoins quelques changements, particulièrement vers la fin. Dans l’œuvre de Japrisot, Florimond pris de remords, quand il se rend compte que les deux supposés pervers sont innocents, va se rendre à la police. Le roman ne se termine donc pas par le meurtre de Leballech et Touret. De plus Florimond, tout comme Éliane, apprend l'innocence des deux hommes non pas grâce au récit du père, mais grâce à des recherches personnelles effectuées avec les archives de journaux. Le père d’Éliane n'explique jamais qu'il a abattu les vrais malfrats : ce ne sont que des suppositions.

## Fiche technique
- Titre : L’Été meurtrier
- Réalisation : Jean Becker, assisté de Stéphane Clavier
- Scénario : Jean Becker et Sébastien Japrisot, d'après son roman éponyme[4]
- Photographie : Étienne Becker
- Décors : Jean-Claude Gallouin
- Son : Guillaume Sciama
- Musique : Georges Delerue
- Montage : Jacques Witta
- Casting : Margot Capelier
- Production : Christine Beytout
- Directeur de production : Alain Darbon
- Affiche : Clément Hurel
- Pays de production :  France
- Format : Couleurs - 35 mm - 1,66:1 - Stéréo
- Genre : drame
- Durée : 127 minutes
- Tournage : durant l'été 1982 à Carpentras, Gordes, Villars, Sault et Goult.
- Date de sortie :
  - France 11 mai 1983
- Classification :
  - France : tous publics[5]
  - Royaume-Uni : interdit aux moins de 18 ans[6]

## Distribution
- Isabelle Adjani : Éliane Wieck, dite « Elle »
- Alain Souchon : Fiorimondo « Florimond » Montecciari, dit « Pin-Pon »
- Suzanne Flon : Nine, dite « Cognata »
- Jenny Clève : Madame Montecciari, la mère de « Pin Pon »
- Maria Machado : Paula Wieck Devigne, dite « Eva Braun », mère de « Elle »
- Évelyne Didi : Mademoiselle Dieu, « Calamité », la maîtresse d'école de « Elle »
- Jean Gaven : Leballech, le patron de la scierie
- François Cluzet : Mickey, le frère de « Pin-Pon »
- Manuel Gélin : Boubou, le second frère de « Pin-Pon »
- Roger Carel : Henri dit « Henri IV », le garagiste et patron de « Pin-Pon »
- Michel Galabru : Gabriel Devigne, le père d'Eliane
- Marie-Pierre Casey : Mademoiselle Tussaud, la garde-malade
- Cécile Vassort : Josette, la femme de « Henri IV »
- Édith Scob : la doctoresse
- Martin Lamotte : Georges Massigne
- Yves Afonso : Rostollan
- Raymond Meunier : Monsieur Brochard
- Jacques Dynam : Ferraldo, le patron de l'entreprise de transport
- Jacques Nolot : Fiero
- Patrice Melennec : Pamier
- Daniel Langlet : le maître d'hôtel
- Max Morel : Touret, le type libidineux
- Maïwen Le Besco : « Elle » enfant
- Virginie Vignon : Lou Lou Lou
- Catherine Le Couey : Madame Brochard
- Pierre Gallon : l'ophtalmologiste
- Cynthia Sidney : l'assistante de Touret
- Renaud Bossert
- Marie Garcin
- Arianne Goullioud
- Laurence Claverie

## Distinctions
Festival de Cannes 1983
- Sélection officielle en compétition

Césars 1984
- Récompenses
  - César de la meilleure actrice : Isabelle Adjani
  - César du meilleur montage : Jacques Witta
  - César de la meilleure actrice dans un second rôle : Suzanne Flon
  - César du meilleur scénario d'adaptation : Sébastien Japrisot
- Nominations
  - César du meilleur acteur : Alain Souchon
  - César du meilleur réalisateur : Jean Becker
  - César du meilleur film : Jean Becker
  - César de la meilleure musique écrite pour un film : Georges Delerue
  - César du meilleur acteur dans un second rôle : François Cluzet

## Autour du film
- Le rôle d'Elle a été écrit dès le départ pour Isabelle Adjani. Face aux réticences de celle-ci cependant (concernant les scènes de nu notamment), Jean Becker s'est tourné vers Lio, Jeanne Mas et Valérie Kaprisky comme seconds choix. Kaprisky est allée jusqu'à apprendre et répéter le rôle. Mais Adjani changea d'avis au dernier moment[7].
- Le rôle principal de Fiorimondo Montecciari devait initialement être confié à Gérard Depardieu mais ce dernier a refusé le film et Patrick Dewaere est également sélectionné pour jouer le rôle[7].
- La montée des marches au festival de Cannes est marquée par une grève très symbolique des photographes qui posent leur appareil à terre sans prendre de clichés, Isabelle Adjani n'ayant pas participé à une séance de photos traditionnelle en ce lieu [1],[2],[4]. À une telle séance ouverte aux photographes du festival, elle aurait privilégié des contrats d'exclusivité avec quelques-uns d'entre eux[8].
- La voiture utilisée dans le film est une Delahaye 134-N de 1938. Elle appartient désormais au musée automobile de Camargue situé à Vauvert dans le Gard.

## Accueil du film
À sa sortie, le film atteint la seconde place du box-office, totalisant plus de 5 000 000 entrées, derrière Les dieux sont tombés sur la tête (5 960 061 entrées).
Il est récompensé de quatre prix à la cérémonie des César 1984.

## Tournage

### Lieux de tournage
La totalité du film a été tournée dans le Vaucluse à Carpentras, Saint-Saturnin-lès-Apt, Gargas, Murs, Sault, Roussillon, Villars et Lioux.